# John R. Leonetti
John Robert Leonetti (Los Angeles, 4 juli 1956) is een Amerikaans cameraman (DoP) en filmregisseur, bekend van onder andere de films  The Mask, The Scorpion King, Insidious en The Conjuring.
Leonetti heeft meerdere malen samengewerkt met regisseur James Wan. Hij is lid van de American Society of Cinematographers (ASC) sinds 2003. Hij is de jongere broer van cameraman Matthew F. Leonetti, die de cameraman was van zijn eerste lange speelfilm als regisseur, Mortal Kombat: Annihilation.

## Filmografie

### Film

#### Als regisseur
| Jaar | Titel                       | Opmerkingen |
| ---- | --------------------------- | ----------- |
| 1997 | Mortal Kombat: Annihilation |             |
| 2006 | The Butterfly Effect 2      |             |
| 2014 | Annabelle                   |             |
| 2016 | Wolves at the Door          |             |
| 2017 | Wish Upon                   |             |
| 2019 | The Silence                 |             |

#### Als cameraman
| Jaar | Titel                | Opmerkingen |
| ---- | -------------------- | ----------- |
| 1991 | Child's Play 3       |             |
| 1993 | Hot Shots! Part Deux |             |
| 1994 | The Mask             |             |
| 1995 | Mortal Kombat        |             |
| 1996 | Spy Hard             |             |
| 1999 | Detroit Rock City    |             |
| 2001 | Joe Dirt             |             |
| 2002 | The Scorpion King    |             |
| 2003 | Honey                |             |
| 2004 | Raise Your Voice     |             |
| 2005 | The Perfect Man      |             |
| 2006 | The Woods            |             |
| 2007 | Dead Silence         |             |
| 2007 | I Know Who Killed Me |             |
| 2007 | Death Sentence       |             |
| 2010 | Ca$h                 |             |
| 2010 | Piranha 3-D          |             |
| 2010 | Super Hybrid         |             |
| 2010 | Insidious            |             |
| 2011 | Soul Surfer          |             |
| 2013 | The Conjuring        |             |
| 2013 | Insidious: Chapter 2 |             |

### Televisie

#### Als regisseur
| Jaar | Titel           | Opmerkingen                           |
| ---- | --------------- | ------------------------------------- |
| 1999 | Sons of Thunder | 2 afleveringen                        |
| 2001 | Providence      | Afl. "It Was a Dark and Stormy Night" |
| 2015 | Sleepy Hollow   | Afl. "Pittura Infamante"              |

#### Als cameraman
| Jaar | Titel                              | Opmerkingen                       |
| ---- | ---------------------------------- | --------------------------------- |
| 1989 | Tales from the Crypt               | 1989-1993, 12 afleveringen        |
| 1992 | Raven                              | Afl. "Return of the Black Dragon" |
| 1992 | Coopersmith                        | Televisiefilm                     |
| 1992 | Revenge on the Highway             | Televisiefilm                     |
| 1994 | One Woman's Courage                | Televisiefilm                     |
| 1994 | Against the Wall                   | Televisiefilm                     |
| 1994 | The Burning Season                 | Televisiefilm                     |
| 1996 | Kindred: The Embraced              | Afl. "The Original Saga"          |
| 1997 | Raven: Return of the Black Dragons | Televisiefilm                     |
| 2000 | JAG                                | 4 afleveringen                    |
| 2000 | Providence                         | 2000-2001, 16 afleveringen        |
| 2012 | The River                          | 7 afleveringen                    |
| 2013 | Zero Hour                          | 4 afleveringen                    |
| 2013 | Sleepy Hollow                      | 3 afleveringen                    |